# アマル・クルーニー
アマル・クルーニー（旧姓：アラムディン(Alamuddin); アラビア語: أمل علم الدين ; 1978年2月3日 - ）は、ドウティー・ストリート・チェンバースに所属する法廷弁護士で、国際法と人権を専門としている。彼女のクライアントには、ウィキリークス創設者のジュリアン・アサンジ（身柄引き渡し審理で弁護士を務める ）、ウクライナ元首相ユーリヤ・ティモシェンコ 、エジプト系カナダ人ジャーナリストモハメド・ファフミー、ノーベル賞受賞者ナーディーヤ・ムラード などが含まれる。
2019年には、外務・英連邦省から報道の自由に関する英国特使に任命された。しかし2020年、ジョンソン英政権が、EU離脱協定を一方的に修正できる法案を成立させようとしていることに抗議し、特使を辞任した。
夫は映画監督兼俳優のジョージ・クルーニー（2014年9月27日結婚）。

## 生い立ち
アマル・アラムディンはレバノンのベイルート生まれ。ファーストネームはアラビア語の「أملʾ ʾamal」に由来し、「希望」を意味する 。
レバノン内戦中、2歳の時に、家族と共にバッキンガムシャーのジェラーズ・クロスに移住した 。父、ラムジ・アムラディン(Ramzi Alamuddin）はバクライン (Chouf地区の村）のAlamuddin家出身のドゥルーズ系レバノン人 で、ベイルート・アメリカン大学でMBAを取得している 。母、バリア（Bariaa Alamuddin、旧姓Miknass）はレバノン北部のトリポリ出身で、スンニ派イスラム教徒の家に生まれた。政治ジャーナリストであり、汎アラブ系新聞「アル・ハヤト」の外国人編集者。著名人のゲストブッキング、広報写真撮影、イベントプロモーションを専門とする広報会社、International CommunicationExpertsの創設者でもある 。
兄弟が3人おり、そのうち1人は姉、2人は父親の初婚の時の連れ子で異母兄弟である 。

## 学歴
バッキンガムシャーのリトル・チャルフォントにある女子グラマースクール、ドクター・チャロナーズ・ハイスクールを卒業。オックスフォード大学セント・ヒューズ・カレッジ) に入学し、奨学金とシュリグリー賞(Shrigley Award)を獲得した 。2000年、法学の学士号を取得し卒業した。
2001年、ニューヨーク大学法学部に入学し、 法学修士号(LLM)を取得。エンターテインメント法の分野で優秀な成績を収めたとして、ジャック・J・カッツ記念賞を受賞した 。ニューヨーク大学在学中には、当時合衆国控訴裁判所第2巡回区控訴裁判所の判事だったソニア・ソトマイヨールの事務所で働いた 。

## キャリア
米国および英国での弁護士資格を有している。2002年にニューヨークで、2010年にイングランドとウェールズで弁護士資格を取得した。また、国際司法裁判所や国際刑事裁判所を含む、デン・ハーグの法廷にも勤務した経験を持つ 。

### ニューヨーク時代
ニューヨークのサリバン・アンド・クロムウェル法律事務所に、刑事弁護および捜査グループの一員として3年間勤務する。クライアントにはエンロン社やアーサー・アンダーセン社などが含まれる 。

### ハーグ時代
2004年に、国際司法裁判所で司法書記官職を修了。ロシアのVladlen S. Vereshchetin判事、エジプトのナビール・エル＝アラビー判事、およびイギリスのSir FranklinBerman判事に師事した。
その後、ハーグを拠点に、レバノン特別法廷及び旧ユーゴスラビア国際戦犯法廷の検事局に勤務した 。
2021年9月、国際刑事裁判所（ICC）は、ダルフールでのスーダン紛争の特別顧問としてアマル・クルーニーを任命した。

### ロンドン時代

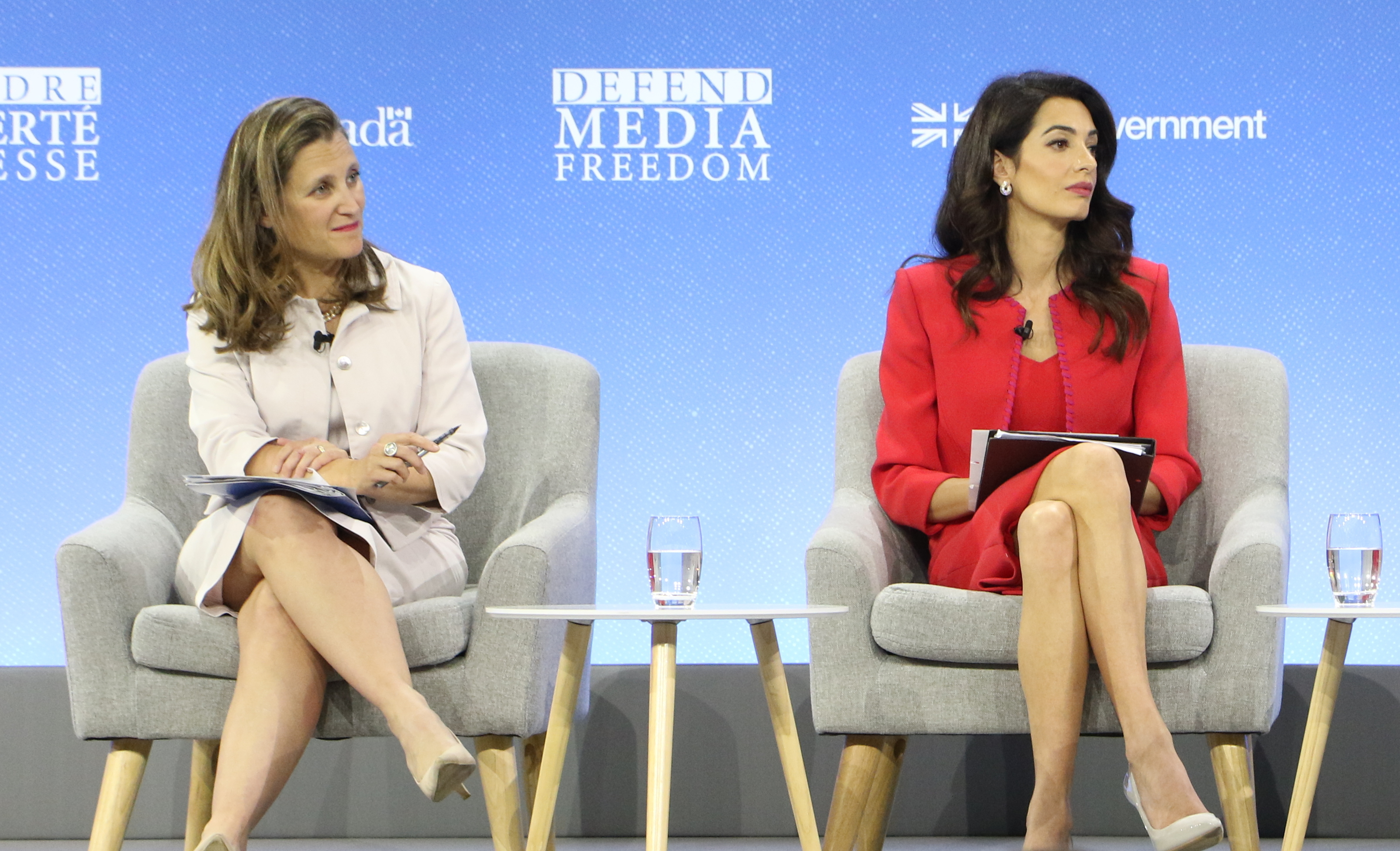
2019年にロンドンで開催されたメディアの自由のためのグローバル会議でのカナダ外相クリスティアフリーランドとのクルーニー（右）。

2010年、イギリスに戻り、ロンドンのドウティー・ストリート・チェンバース（イングランド&ウェールズの法曹協会、インナー・テンプル）で法廷弁護士となる。 2013年には、コフィー・アナン特使のシリア顧問に任命された。また、国連人権報告者のベン・エマーソンによる2013年度ドローン調査の顧問弁護士に任命され、テロ対策活動におけるドローンの使用に関する調査を担当した 。
M. CherifBassiouni教授率いるバーレーン独立調査委員会(BICI)に関して、バーレーン国王の顧問を務めた 。関わった有名な裁判には以下のものが含まれる 。
- カンボジア対タイ
  - 国家間領有権主張裁判でカンボジア側弁護人を務める。
- ティモシェンコ対ウクライナ
  - ウクライナの元首相、ユーリヤ・ティモシェンコの代理人として、ウクライナでの政治的起訴・勾留に関する人権を主張した。
- ICC対セヌシ&カダフィ
  - リビアの元諜報部長官アブダラ・アル・セヌシ（英語版）の弁護士を務める。リビアにおける人道に対する犯罪の容疑で、セヌシをハーグで裁判にかけるべきだと主張した。
- スウェーデン対アサンジ
  - ウィキリークスの創設者であるジュリアン・アサンジの身柄引き渡し審理において、弁護士を務めた。

## 教歴
2015年春から2016年にかけて、コロンビア大学ロースクールの人権研究所の客員教授とシニアフェローを務めた 。サラ・H・クリーブランド教授による人権のコースで共同教授を務め、また同校の人権実地講座で学生に人権訴訟について教えた 。
2018年春学期には、コロンビア大学ロースクールで、サラ・H・クリーブランド教授との共同教授として、人権のコアクラスで教鞭を取った 。
ロンドンのSOAS・スクール・オブ・ロー、ニューヨークのニュースクール大学、ハーグ国際法アカデミー、ノースカロライナ大学チャペルヒル校で国際刑事法について講義を行った実績がある 。

## 有名な事例

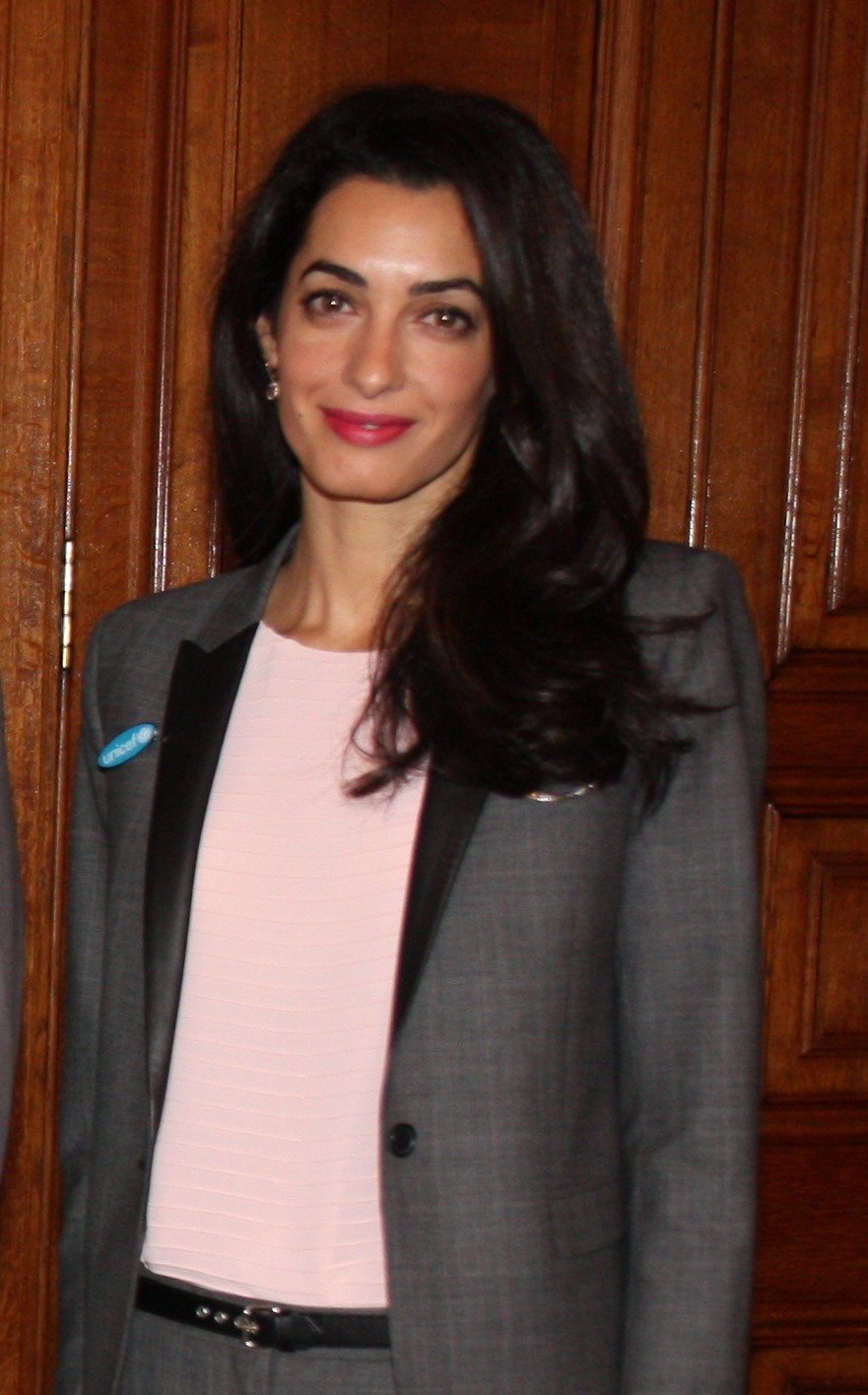
2014年5月

2011年、メルク・アンド・カンパニー社と エクアドル共和国との紛争の、常設仲裁裁判所による仲裁手続きを支援している。
2014年、アル・ジャジーラのジャーナリスト、モハメド・ファフミーがエジプトで拘束された際に弁護士を務めた。
ファフミーは懲役3年の実刑判決を受け、2015年8月の控訴も退けられたが、アブドルファッターフ・アッ＝シーシ大統領による恩赦を受けて解放された 。
2014年8月、国連人権理事会が編成した、イスラエルによるガザ侵攻に関する国連調査委員会に任命されるも、多忙のため辞退している 。
2014年10月、古代ギリシア・パルテノン神殿の彫刻であるエルギン・マーブルの返還裁判で、ギリシャ政府の法律顧問を務めた 。2015年5月、ギリシャ政府はエルギン・マーブル返還の法的措置停止を決定し、顧問契約を解除した 。
2015年1月、アルメニア人虐殺の歴史認識問題に関する活動を開始した 。ジェフリー・ロバートソンとともに、ドウティー・ストリート・チェンバースを代表してアルメニア側にたっている 。トルコ側が、1915年の虐殺をジェノサイドと呼べきだとする運動を開始したトルコ系アルメニア人を起訴した際には、トルコの姿勢を「表現の自由を侵害しており偽善的である」と批判している 。2015年、欧州人権裁判所はアルメニア人虐殺を「ジェノサイドではない」と否定した発言が人種差別だとして有罪となったトルコ人政治家ドーウ・ペリンチェクについて、有罪判決は言論の自由の侵害だったとする判決を下した。アマル・クルーニーはこの裁判で、アルメニア側の弁護人を務めている   。
2015年3月8日、フィリピンで元大統領のグロリア・アロヨの拘留が続いていることに対し、国連人権委員会の組織である恣意的拘禁作業部会に、フィリピン共和国政府を提起した  。アロヨは当時、パンパンガ州議会議員であった。 10月2日、国連恣意的拘禁作業部会は、アロヨの拘禁は「国際法に違反」し、「多くの理由で恣意的」であるとの見解を発表した。 
2015年4月7日、モルディブ元大統領モハメド・ナシードの恣意的な拘留に対して、弁護団の一員として弁護活動を行うと発表した。政治的な動機による裁判の結果、ナシードは2015年3月に懲役13年の判決を受けた 。アムネスティ・インターナショナルは、この判決を「正義の茶番」と評した 。モルディブを訪問する前に、この事件を担当していた現地の共同弁護人が頭部を刺される事件が発生しており、同国の危険性と不安定さを物語っている 。2016年1月、国連がナシードの裁判と投獄を非難したことについてインタビューを重ね、モルディブへの制裁賦課を支持する取り組みを打ち出した 。エコノミスト紙 は、「モルディブの民主化によってイギリスのデーヴィッド・キャメロン首相の支持を強化するのに貢献した 」と評している 。
2015年6月、アイルランド政府が英国政府に対して欧州人権裁判所で提訴したフーデッド・マン事件に関する取組を開始した 。
アイルランドのチャールズ・フラナガン外務大臣と協力し、イギリス政府が1971年に、フード男事件を含むディミトリウス作戦で、5つの技法として知られる尋問方法を使用したことが、虐待ではなく拷問にあたると訴えた 。2018年9月、裁判所はこの訴訟の最終控訴を棄却した 。
ルイ・オリヴィエ・バンクールが代表を務めるチャゴス諸島島民の、弁護団の一員として活動している。島民らは、1971年にイギリス政府によって米軍基地建設のためにディエゴ・ガルシア島から強制的に追い出されたと主張している。
2016年、欧州人権裁判所で、アゼルバイジャンのジャーナリスト、カディヤ・イスマイロワの弁護士を務めた。裁判の結果、アゼルバイジャン政府はイスマイロワを執行猶予3年に減刑した 。
2016年9月、国連薬物犯罪事務所（UNODC）にて、2016年6月にナーディア・ムラードの弁護士として、ISIL司令官に対する法的措置の依頼人になったことについて講演した 。ジェノサイド、レイプ、人身売買をISILによる「産業規模での悪の官僚制度」と特徴づけ、現在も活発に活動しているオンライン(Facebookなど)と、中東の両方に存在する奴隷市場について説明した 。
2019年5月7日、アラ・ダージと共に、ロヒンギャ民族に関する取材を巡り国家機密法に違反したとしてミャンマーで収監されていた
ロイター通信のジャーナリストワ・ロンとチョー・ソウ・の釈放確保に関与した。
2020年2月、モルディブ政府の代理人として、国際司法裁判所でロヒンギャ民族の生存者のために司法的救済を求める活動を行っている。モルディブは、第14回イスラム協力機構（OIC）イスラムサミットでの決定に基づき、ロヒンギャの人々に対して行われたジェノサイド行為に対する説明責任を求める努力を支援する意向である 。

## 任命
2014年2月25日、英国法務長官府から、国際法顧問委員会のC審査団に任命された。任期は2019年に満了した 。
2014年5月、 英国ユニセフ協会及びジェミマ・カーンによる「女性と子どもを守るための英国政府によるアクション」を呼びかける公開書簡に署名した。
2014年2月、国際法曹協会の人権研究所（IBAHRI）に向けて、エジプトの司法プロセスを批判する報告書を作成した。2015年1月、ガーディアン紙は、この報告書のために、アマルはエジプト政府から、エジプトに入国すれば逮捕される可能性が高いと警告を受けたと報じた 。
2019年4月、外務・英連邦省から英国特使に任命され、ジェレミーハント国務長官に国際的な報道の自由に関する助言を行った 。 2019年7月には、「報道の自由に関する法律専門家のハイレベル・パネル」の副議長に任命された 。ハイレベル・パネルは「メディアの抑圧を防止・抑止するための法的メカニズムを開発・促進する」ことを目的としており、イギリス政府とカナダ政府の要請を受けて、ニューバーガー卿が招集した。政府から独立しており、国際的に著名な弁護士からなるグループで構成されている 。 2020年9月、ジョンソン英政権が、EU離脱協定を一方的に修正できる法案を成立させようとしていることに抗議し、外務・英連邦省から任命された特使を辞任した。ハイレベル・パネルでは依然、副議長を務めている 。

## 受賞
2014年のブリティッシュ・ファッション・アワードで、デビッド・ベッカム、ケイト・モス、キーラ・ナイトレイ、エマ・ワトソンと並んで、ベスト・ブリティッシュ・スタイル賞の候補に選ばれた。 2015年には、バーバラ・ウォルターズの「2015年最も魅力的な人物」に選ばれた 。
2019年、チャールズ3世（当時皇太子）は「信じがたいほど素晴らしい若い女性」を祝うためにアマルクルーニー賞を立ち上げた。この賞は、地域社会に貢献した若い女性や、重要なプロジェクトの推進力となっている女性に贈られることになる 。
2020年、サイモン・ウィーゼンタール・センターの、バーチャル・ガラで、夫・ジョージ・クルーニーと共に人道賞を受賞した。
2020年11月19日、ジャーナリスト保護委員会から、「グウェン・イフィル報道の自由賞」を受賞した。「グウェン・イフィル報道の自由賞」は、報道の自由の大義のために、持続的に、並外れた業績を示した個人に毎年贈られる賞である 。これまでの受賞者は、ジュディ・ウッドラフ(2017年受賞)、マリア・レッサ(2018年受賞)、 ザファール・アッバース (2019年受賞)など。

## 慈善活動
2016年末に、夫・ジョージ・クルーニーと共同で「正義のためのクルーニー財団」を設立。理事長として、世界中の法廷、コミュニティ、教室で正義を推進している。
オーロラ・ヒューマニタリアン・イニシアチブと協力して、アマル・クルーニー奨学金を創設した。この奨学金は、レバノンから毎年1名の女子学生をユナイテッド・ワールド・カレッジ・ディリジャンに送り、2年間の国際バカロレア（IB）プログラムに入学させるために創設された 。
ナディア・ムラードとの仕事を通じて知り合った、ヤズィーディー教徒の学生であるハジム・アヴダルを支援している。 アヴダルはシカゴ大学うこととなった 。
2018年、マージョリー・ストーンマン・ダグラス高校銃乱射事件にを受けて、「マーチ・フォー・アワー・ライフズ」に50万ドル寄付すると約束し、マーチに出席すると発表した 。

## 私生活
英語、フランス語、アラビア語に堪能である 。

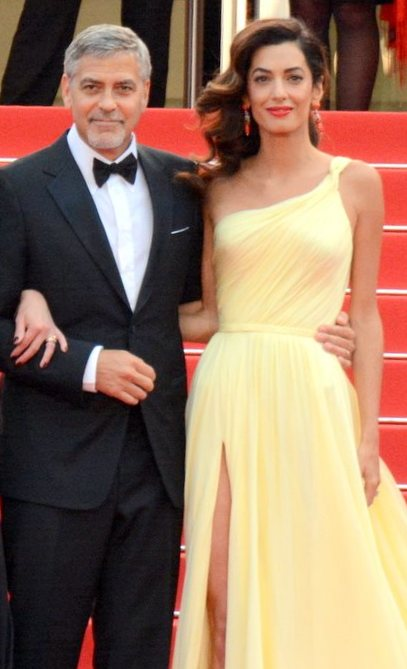
2016年カンヌ映画祭(フランス)でのアマルとジョージクルーニー

2014年4月28日に、俳優ジョージ・クルーニーと婚約している 。2人の最初の出会いは2013年7月、共通の友人に紹介されてのことだった。 
2014年8月7日、ロンドンのケンジントン＆チェルシー王立区で結婚許可書を取得し 、彼2014年9月27日にヴェネツィア市庁舎（ Ca'Farsetti ）で結婚式を挙げた。結婚式は、ジョージ・クルーニーの友人で元ローマ市長のワルテル・ヴェルトローニによって執り行われた  。結婚式の様子はメディアで大きく報道された 。クルーニー夫妻はテムズ川のソニングにある邸宅を約1000万ポンドで購入している 。
2017年2月、CBSのトークショー「ザ・トーク」で妊娠が報じられた 。ジョージ・クルーニーの友人であるマット・デイモンは「エンターテインメント・トゥナイト」のインタビューでアマルの妊娠を知っていたと語っている。 
2017年6月、男女の双子を出産した。 

## 著作
- Alamuddin, Amal (2010). “II. Before the Trial Begins; 6. Collection of Evidence”. In Khan, Karim A. A.; Buisman, Caroline; Gosnell, Christopher. Principles of Evidence in International Criminal Justice. Oxford: Oxford University Press. pp. 231–305. ISBN 978-0-19-958892-3. OCLC 663822377
- Alamuddin, Amal; Webb, Philippa (15 November 2010). “Expanding Jurisdiction over War Crimes under Article 8 of the ICC Statute”. Journal of International Criminal Justice 8 (5):  1219–1243. doi:10.1093/jicj/mqq066. ISSN 1478-1387. OCLC 775833494.[111]
- Alamuddin, Amal (April 2012). “Does Libya Have to Surrender Saif Al-slam Gaddafi to The Hague?”. Mizaan: The Newsletter from Lawyers for Justice in Libya (1).  オリジナルの2015年9月23日時点におけるアーカイブ。 2014年9月28日閲覧。.
- Alamuddin, Amal (2012年12月10日). “Will Syria go to the ICC?”. The Lawyer.  オリジナルの2016年6月3日時点におけるアーカイブ。 2014年9月28日閲覧。
- Alamuddin, Amal; Hardman, Nadia (2014年2月). “Separating Law and Politics: Challenges to the Independence of Judges and Prosecutors in Egypt”. Report of the International Bar Association Human Rights Institute (IBAHRI), Supported by the Open Society Foundations Arab Regional Office
- Alamuddin, Amal (2014). “The role of the Security Council in starting and stopping cases at the International Criminal Court: problems of principle and practice”. In Zidar, Andraž; Bekou, Olympia. Contemporary Challenges for the International Criminal Court. London: British Institute of International and Comparative Law. pp. 103–130. ISBN 978-1-90522-151-6. OCLC 871319445
- Alamuddin, Amal; Bonini, Anna (2014). “Chapter 4: The UN investigation of the Hariri assassination; The relationship between the UN investigation commission and the Special Tribunal for Lebanon: Problems of Principle and Practice”. In Alamuddin, Amal; Jurdi, Nidal Nabil; Tolbert, David. The Special Tribunal for Lebanon: Law and Practice. Oxford: Oxford University Press. pp. 50–72. ISBN 978-0-19-968745-9. OCLC 861207456
- Clooney, Amal (2014年8月18日). “The Anatomy of an Unfair Trial”. Huffington Post
- Clooney, Amal (2015年4月30日). “Release Mohamed Nasheed –  an innocent man and the Maldives' great hope” (英語). The Guardian
- Clooney, Amal (2015年10月14日). “Maldives Backslides into Repression as the World Calls for President Nasheed's Release”. Huffington Post
- Clooney, Amal; Webb, Philippa (2020). The Right to a Fair Trial in International Law. New York: Oxford University Press. ISBN 978-0-198-80839-8. OCLC 994411014 (forthcoming April 2020)